# كراودسترايك
كراود سترايك القابضة (بالإنجليزية: CrowdStrike Holdings, Inc) شركة أمريكية لتقنيات الأمن السيبراني يقع مقرها في أوستن، تكساس. توفر الشركة خدمات الأمن السيبراني في اختبارات الاختراق وأمن نقاط النهاية واستخبارات التهديدات (Threat Intelligence) وخدمات الهجمات السيبرانية. وقعت الشركة التي تقدم خدمات الحماية من التهديدات السيبرانية في خضم العديد من الهجمات الإلكترونية على شركات تعاقدت معها لحمايتها عبر خدماتها، بما في ذلك اختراق سوني بيكتشرز انترتينمنت في عام 2014، والهجمات الإلكترونية في الفترة 2015-2016 على اللجنة الوطنية الديمقراطية (DNC)، وتسريب البريد الإلكتروني لعام 2016 الذي شمل اللجنة الوطنية الديمقراطية .

## تاريخ

### التأسيس: 2011-2019
شارك في تأسيس كراودسترايك (CrowdStrike) عام 2011 كل من جورج كيرتز (الرئيس التنفيذي)، وديمتري ألبيروفيتش (الرئيس التنفيذي التقني السابق)، وجريج مارستون (المدير المالي، المتقاعد). في عام 2012، تم تعيين شون هنري، وهو مسؤول سابق في مكتب التحقيقات الفيدرالي (FBI)، لقيادة الشركة الفرعية كراودسترايك للخدمات (كراودسترايك Services, Inc)، والتي ركزت على الخدمات الاستباقية وخدمات الاستجابة للحوادث السيبرانية. في يونيو 2013، أطلقت الشركة منتجها الأول، كراودسترايك Falcon، الذي يوفر حماية نقطة النهاية ومعلومات التهديد والإسناد.
في مايو 2014، ساعدت تقارير كراودسترايك وزارة العدل الأمريكية في اتهام خمسة قراصنة (مخترقين) عسكريين صينيين بالتجسس السيبراني الاقتصادي عبر الإنترنت ضد شركات أمريكية. كشفت كراودسترايك أيضًا عن أنشطة Energetic Bear ، وهي مجموعة مرتبطة بروسيا قامت بعمليات استخباراتية ضد أهداف عالمية بالخصوص ضد قطاع الطاقة.
بعد اختراق اختراق سوني بيكتشرز ، كشفت كراودسترايك عن أدلة تورط حكومة كوريا الشمالية وأظهرت كيفية تنفيذ الهجوم. في عام 2014، لعبت شركة كراودسترايك دورًا في تحديد أعضاء Putter Panda، وهي مجموعة قرصنة صينية ترعاها الدولة الصينية والمعروفة أيضًا باسم PLA Unit 61486 .
في مايو 2015، أصدرت الشركة معلومات حول VENOM ، وهو عيب خطير في برنامج محاكاة (Hypervisor) مفتوح المصدر يسمى البرنامج Quick Emulator (كيمو) ، ويسمح هذا العيب للمهاجمين بالوصول إلى المعلومات الشخصية الحساسة. في أكتوبر 2015، أعلنت شركة كراودسترايك أنها حددت قراصنة صينيين يهاجمون شركات التقنية والأدوية في وقت قريب من اتفاق الرئيس الأمريكي باراك أوباما مع القائد الأعلى الصيني شي جين بينغ علنًا على عدم إجراء التجسس الاقتصادي بين البلدين. وكانت تلك القرصنة المزعومة تنتهك تلك الاتفاقية بين الرئيسين.
في يوليو 2015، استثمرت جوجل في جولة تمويلية من السلسلة C للشركة، والتي أعقبتها السلسلة D والسلسلة E، وجمعت إجمالي 480 مليون دولار اعتبارًا من مايو 2019.
وفي عام 2017، تخطت قيمة الشركة المليار دولار أمريكي مع إيرادات سنوية تقدر بـ 100 مليون دولار أمريكي. وفي يونيو 2018، قالت الشركة إن قيمتها السوقية تقدر بأكثر من 3 مليارات دولار. يشمل المستثمرون تلسترا وMarch Capital Partners و Rackspace و Accel Partners و Warburg Pincus .
في يونيو 2019، قدمت الشركة طرحًا عامًا أوليًا ( IPO ) في بورصة ناسداك .

### الاستحواذات: 2020-2024
في سبتمبر 2020، استحوذت كراودسترايك على مزود تقنية الثقة الصفرية والوصول المشروط، Preempt Security مقابل 96 مليون دولار. وفي فبراير 2021، استحوذت الشركة على منصة إدارة السجلات الدنماركية Humio مقابل 400 مليون دولار مع خططها لدمج سجلات Humio في عرض XDR الخاص بـ كراودسترايك. وفي وقت لاحق من شهر نوفمبر من ذلك العام، استحوذت كراودسترايك على SecureCircle، وهي خدمة للأمن السيبراني قائمة على برمجيات الخدمة (SaaS) تعمل على توسيع نطاق أمان نقاط النهاية ذات الثقة الصفرية ليشمل البيانات. في ديسمبر 2021، نقلت الشركة موقع مقرها الرئيسي من سانيفيل، كاليفورنيا ، إلى أوستن، تكساس. في عام 2023، قدمت كراودسترايك خدمة CrowdStream بالتعاون مع Cribl.io . انضمت كراودسترايك إلى مؤشر إس وبي 500 (S&P 500) في يونيو 2024.

## تحقيقات القرصنة الروسية
ساعدت كراودسترايك في التحقيق في الهجمات السيبرانية التي حدثت ضد اللجنة الوطنية الديمقراطية وعلاقة تلك الهجمة بأجهزة المخابرات الروسية. في 20 مارس 2017، أدلى جيمس كومي بشهادته أمام الكونجرس قائلًا: "قامت كراودسترايك و Mandiant و ThreatConnect بمراجعة الأدلة على الاختراق واستنتجوا بدرجة عالية من اليقين أنه كان من عمل APT 28 و APT 29 الذين كانوا متورطين". ومن المعروف أنها تابعة لأجهزة استخبارات روسية".
في ديسمبر 2016، أصدرت كراودسترايك تقريرًا يفيد بأن مجموعة Fancy Bear التابعة للحكومة الروسية اخترقت تطبيقًا للمدفعية الأوكرانية. وخلصوا إلى أن روسيا استخدمت الاختراق لإحداث خسائر كبيرة لوحدات المدفعية الأوكرانية. حيث يتم تثبيت التطبيق (المسمى ArtOS) على أجهزة لوحية للمدفعية ويستخدم للتحكم في الحرائق. عثرت كراودسترايك أيضًا على نسخة مخترقة من POPR-D30 يتم توزيعها في المنتديات العسكرية الأوكرانية التي تستخدم زرع X-Agent .
رفض المعهد الدولي للدراسات الإستراتيجية تقييم كراودسترايك الذي زعم أن القرصنة تسببت في خسائر لوحدات المدفعية الأوكرانية، قائلًا إن بياناتهم حول خسائر مدافع الهاوتزر الأوكرانية D30 قد أسيء استخدامها في تقرير كراودسترايك. كما رفضت وزارة الدفاع الأوكرانية تقرير كراودسترايك، مشيرة إلى أن خسائر المدفعية الفعلية كانت أقل بكثير مما أبلغت عنه كراودسترايك ولم تكن مرتبطة بالقرصنة الروسية.
اكتشفت شركة الأمن السيبراني SecureWorks قائمة بعناوين البريد الإلكتروني التي استهدفتها Fancy Bear في هجمات التصيد الاحتيالي. وتضمنت القائمة عنوان البريد الإلكتروني الخاص بـ Yaroslav Sherstyuk، مطور ArtOS. تدعم أبحاث أسوشيتد برس الإضافية استنتاجات كراودسترايك حول Fancy Bear. وتشير إذاعة أوروبا الحرة إلى أن تقرير وكالة أسوشييتد برس "يعطي بعض المصداقية لتقرير كراودسترايك الأصلي، ويظهر أن التطبيق قد تم استهدافه في الواقع".
في جدل ترامب-أوكرانيا، كان نص المحادثة بين دونالد ترامب وفولوديمير زيلينسكي، رئيس أوكرانيا، حيث جاء أن الرئيس ترامب طلب من زيلينسكي النظر في نظرية المؤامرة التي تظهر على مواقع اليمين المتطرف مثلموقع برايتبارت Breitbart.com ووسائل الإعلام الحكومية الروسية مثل روسيا اليوم وسبوتنيك  فيما يتعلق بـ كراودسترايك - أي أن الحكومة الأوكرانية استخدمت شركة كراودسترايك لاختراق خوادم اللجنة الوطنية الديمقراطية في عام 2016 واتهمت روسيا بارتكاب الجريمة من أجل تقويض موقف ترامب في الفوز في الانتخابات الرئاسية عام 2016 . وقد تم فضح نظرية المؤامرة هذه مرارا وتكرارا.

## 2024 شاشة الموت الزرقاء
الملخص: شركة كراودسترايك على علم بتقارير الأعطال التي تحدث على أجهزة ويندوز (Windows) والمتعلقة بمستشعر Falcon التابع لها. التفاصيل تتضمن تعرض الأجهزة لخطأ شاشة الموت الزرقاء (فحص الأخطاء/شاشة زرقاء) ويتعلق هذا بمستشعر Falcon. حددت شركة كراودسترايك Engineering الخلل ونُشر المحتوى المتعلق بهذه المشكلة وأعيدت هذه التغييرات لوضعها السابق. إذا كانت الأجهزة المضيفة لا تزال تتعطل أو غير قادرة على البقاء متصله لتحصل على تغييرات الملف بشكل تلقائي، فمن الممكن استخدام الخطوات التالية للتغلب على هذه المشكلة: خطوات الحل البديل: تشغيل Windows في الوضع الآمن أو بيئة استرداد Windows، انتقل إلى C:\Windows\System32\drivers\كراودسترايك حدد موقع الملف التالي "C-00000291*.sys"، ثم احذفه. قم الآن بتشغيل الجهاز بشكل طبيعي. في 19 يوليو 2024، تم الاشتباه في أن تحديث كراودسترايك يتسبب في ظهور شاشة الموت الزرقاء على نظام التشغيل مايكروسوفت ويندوز، مما يؤثر على ملايين أجهزة الحاسب (Windows/Mac) في جميع أنحاء العالم، بما في ذلك أجهزة الخدمات الأساسية مثل خدمات الطوارئ والمستشفيات والبنوك. وشركات الطيران والقطارات وغيرها.
يتم الإبلاغ عن شاشة الموت الزرقاء باستخدام رمز الإيقاف PAGE_FAULT_IN_NONPAGED_AREA من برنامج التشغيل csagent.sys.

## وصلات خارجية
- الموقع الرسمي